# Lekkoatletyka na Letnich Igrzyskach Olimpijskich 1948 – skok wzwyż mężczyzn
Skok wzwyż mężczyzn – był jedną z konkurencji lekkoatletycznych rozgrywanych podczas igrzysk olimpijskich w Amsterdamie. Zawody odbyły się w dniu 30 lipca 1948 roku na Empire Stadium w Londynie. Wystartowało 27 zawodników z 16 krajów.

## Rekordy
Tabela uwzględnia rekordy uzyskane przed rozpoczęciem rywalizacji.
|                   | Zawodnik                            | Wynik  | Miejsce     | Data            |
| ----------------- | ----------------------------------- | ------ | ----------- | --------------- |
| Rekord świata     | Stany Zjednoczone Lester Steers     | 2,11 m | Los Angeles | 17 czerwca 1941 |
| Rekord olimpijski | Stany Zjednoczone Cornelius Johnson | 2,03 m | Berlin      | 2 sierpnia 1936 |

## Terminarz
| Data          | Godzina |              |
| ------------- | ------- | ------------ |
| 30 lipca 1948 | 11:00   | Kwalifikacje |
| 30 lipca 1948 | 16:30   | Finał        |

## Wyniki
Minimum kwalifikacyjne wynosił 1,87 m.
| Pozycja | Zawodnik                      | Kraj              | Wynik | Uwagi |
| ------- | ----------------------------- | ----------------- | ----- | ----- |
| 1.      | John Winter                   | Australia         | 1,87  | Q     |
| 1.      | Bjørn Paulson                 | Norwegia          | 1,87  | Q     |
| 1.      | George Stanich                | Stany Zjednoczone | 1,87  | Q     |
| 1.      | Dwight Eddleman               | Stany Zjednoczone | 1,87  | Q     |
| 1.      | Georges Damitio               | Francja           | 1,87  | Q     |
| 1.      | Art Jackes                    | Kanada            | 1,87  | Q     |
| 1.      | Alan Paterson                 | Wielka Brytania   | 1,87  | Q     |
| 1.      | Hans Wahli                    | Szwajcaria        | 1,87  | Q     |
| 1.      | Alfredo Jadresic              | Chile             | 1,87  | Q     |
| 1.      | Göran Widenfelt               | Szwecja           | 1,87  | Q     |
| 1.      | Pierre Lacaze                 | Francja           | 1,87  | Q     |
| 1.      | Adegboyega Folaranmi Adedoyin | Wielka Brytania   | 1,87  | Q     |
| 1.      | Birger Leirud                 | Norwegia          | 1,87  | Q     |
| 1.      | Hércules Azcune               | Urugwaj           | 1,87  | Q     |
| 1.      | Lloyd Valberg                 | Singapur          | 1,87  | Q     |
| 1.      | Vern McGrew                   | Stany Zjednoczone | 1,87  | Q     |
| 1.      | Kuuno Honkonen                | Finlandia         | 1,87  | Q     |
| 1.      | Gurnam Singh                  | Indie             | 1,87  | Q     |
| 1.      | Bjørn Gundersen               | Norwegia          | 1,87  | Q     |
| 1.      | Nils Nicklén                  | Finlandia         | 1,87  | Q     |
| 21.     | Arnulf Pilhatsch              | Austria           | 1,84  |       |
| 21.     | Benjamín Casado               | Portoryko         | 1,84  |       |
| 21.     | Claude Bénard                 | Francja           | 1,84  |       |
| 21.     | Joanis Lambru                 | Grecja            | 1,84  |       |
| 21.     | Pedro Listur                  | Urugwaj           | 1,84  |       |
| 21.     | Arne Åhman                    | Szwecja           | 1,84  |       |
| 27.     | Ron Pavitt                    | Wielka Brytania   | 1,80  |       |
| -       | Theodore Bruce                | Australia         | DNS   | DNS   |
| -       | Peter Mullins                 | Australia         | DNS   | DNS   |
| -       | Jorge Aguirre                 | Meksyk            | DNS   | DNS   |

### Finał
| Poz.   | Zawodnik                      | Państwo           | Rezultat | Rezultat | Rezultat | Rezultat | Rezultat | Wynik | Uwagi |
| Poz.   | Zawodnik                      | Państwo           | 1,80     | 1,87     | 1,90     | 1,95     | 1,98     | Wynik | Uwagi |
| ------ | ----------------------------- | ----------------- | -------- | -------- | -------- | -------- | -------- | ----- | ----- |
| złoto  | John Winter                   | Australia         | b.d.     | o        | o        | xo       | o        | 1,98  |       |
| srebro | Bjørn Paulson                 | Norwegia          | b.b      | o        | o        | o        | xxx      | 1,95  |       |
| brąz   | George Stanich                | Stany Zjednoczone | b.d.     | o        | o        | xxo      | xxx      | 1,95  |       |
| 4.     | Dwight Eddleman               | Stany Zjednoczone | b.d.     | o        | xo       | xxo      | xxx      | 1,95  |       |
| 5.     | Georges Damitio               | Francja           | b.d.     | o        | xxo      | xxo      | xxx      | 1,95  |       |
| 6.     | Art Jackes                    | Kanada            | b.d.     | o        | o        | —        | —        | 1,90  |       |
| 7.     | Alan Paterson                 | Wielka Brytania   | b.d.     | xo       | xo       | —        | —        | 1,90  |       |
| 7.     | Hans Wahli                    | Szwajcaria        | b.d.     | xo       | xo       | —        | —        | 1,90  |       |
| 9.     | Alfredo Jadresic              | Chile             | b.d.     | -        | xxo      | —        | —        | 1,90  |       |
| 9.     | Göran Widenfelt               | Szwecja           | b.d.     | -        | xxo      | —        | —        | 1,90  |       |
| 9.     | Pierre Lacaze                 | Francja           | b.d.     | -        | xxo      | —        | —        | 1,90  |       |
| 12.    | Adegboyega Folaranmi Adedoyin | Wielka Brytania   | b.d.     | -        | xxo      | —        | —        | 1,90  |       |
| 13.    | Birger Leirud                 | Norwegia          | b.d.     | -        | xxo      | —        | —        | 1,90  |       |
| 14.    | Hércules Azcune               | Urugwaj           | b.d.     | —        | —        | —        | —        | 1,80  |       |
| 14.    | Lloyd Valberg                 | Singapur          | b.d.     | —        | —        | —        | —        | 1,80  |       |
| 16.    | Vern McGrew                   | Stany Zjednoczone | b.d.     | —        | —        | —        | —        | 1,80  |       |
| 17.    | Kuuno Honkonen                | Finlandia         | b.d.     | —        | —        | —        | —        | 1,80  |       |
| 18.    | Gurnam Singh                  | Indie             | b.d.     | —        | —        | —        | —        | 1,80  |       |
| -      | Bjørn Gundersen               | Norwegia          | xxx      | —        | —        | —        | —        | NM    |       |
| -      | Nils Nicklén                  | Finlandia         | xxx      | —        | —        | —        | —        | NM    |       |